# Баратеоны
Баратеоны — один из великих домов Вестероса в книгах Джорджа Мартина и снятых по ним сериалах «Игра престолов» и «Дом Дракона», побочная ветвь королевской династии Таргариенов, которая правила Штормовыми землями из своей резиденции в Штормовом пределе. Роберт Баратеон в союзе с Арренами и Старками сверг последнего короля-Таргариена Эйериса Безумного и занял Железный трон. На гербе Баратеонов изображён коронованный олень, их девиз — «Нам ярость». К этой династии принадлежали короли Роберт, Джоффри и Томмен.

## История династии
В книгах Джорджа Мартина Баратеоны считаются самым молодым из семи великих домов Вестероса. Их родоначальник — Орис Баратеон, единокровный брат Эйегона I Таргариена, который принял участие в завоевании континента и женился на дочери последнего Штормового короля из местной династии Дюррандонов, а затем стал первым королевским десницей. Он и его потомки правили Штормовыми землями с центром в Штормовом пределе и играли важную роль в жизни Семи королевств. Во время Пляски Драконов лорд Боррос Баратеон поддержал принца Эйегона Старшего в его борьбе с принцессой Драконьего Камня Рейенирой. На гербе Баратеонов изображён олень, их девиз — «Нам ярость».
Лорд Штормового Предела Роберт Баратеон после того, как наследник престола Рейегар Таргариен похитил его невесту Лианну Старк, поднял восстание, получил поддержку Арренов и Старков, а позже и Ланнистеров, и захватил престол. Все трое детей, родившиеся в браке Роберта с Серсеей Ланнистер, были бастардами королевы и её брата Джейме, то есть Ланнистерами по крови; тем не менее оба сына, Джоффри и Томмен, друг за другом наследовали власть после гибели короля Роберта на охоте на вепря.
Братья Роберта, Ренли и Станнис, подняли мятеж и провозгласили себя королями. В сериале «Игра престолов» погибли оба, в романах Джорджа Мартина — только Ренли. В сериале Дейенерис Таргариен, захватившая власть над Вестеросом, узаконила и сделала лордом Штормового Предела Джендри, бастарда короля Роберта.

## Генеалогия
- лорд Орис Баратеон по прозвищу Однорукий, бастард лорда Эйериона из династии Таргариенов, лорд Штормового Предела и первый королевский десница при своём единокровном брате Эйегоне I Завоевателе, женат на Аргелле Дюрандон;
  - Давос Баратеон;
  - сир Реймонт, рыцарь Королевской гвардии при Эйенисе I;
  - неизвестный;
    - Рогар, лорд Штормового Предела, отчим и десница короля Джейхейриса I, женат на Алиссе Веларион;
      - Боремунд, лорд Штормового Предела, умерший незадолго до Пляски Драконов;
        - Боррос, лорд Штормового Предела во время Танца Драконов, муж Эленды Карон;
          - Кассандра, жена сира Уолтера Браунхилла;
          - Марис, Молчаливая сестра;
          - Эллин;
          - Флорис, жена лорда Таддеуса Рована;
          - Ройс, лорд Штормового Предела;
            - Гоуэн Баратеон, женат на Тии Ланнистер;
            - Лионель по прозвищу Смеющийся Вихрь, лорд Штормового Предела во времена Эйегона V Таргариена, поднял восстание и объявил себя королём;
              - Ормунд, лорд Штормового Предела, десница короля Джейехериса II, женат на Рейль Таргариен;
                - Стеффон Баратеон, лорд Штормового Предела, женат на Кассане Эстермонт;
                  - дочь, помолвленная с Дунканом Принцем Стрекоз;
                  - Роберт Баратеон, король Вестероса;
                    - Джоффри Баратеон, король Вестероса, бастард королевы Серсеи и её брата Джейме Ланнистера. При нём началась Война Пяти Королей;
                    - Мирцелла Баратеон, дочь Джейме; обручена с Тристаном Мартеллом;
                    - Томмен Баратеон, король Вестероса, сын Джейме, стал королём после смерти брата, женат на Маргери Тиррелл;
                    - Мия Стоун, бастард;
                    - Колла, бастард;
                    - Джендри, бастард;
                    - Эдрик Шторм, сын Роберта от Делены Флорент, единственный признанный им бастард;
                    - Барра, бастард;

                  - Станнис Баратеон, лорд Драконьего Камня и Штормового Предела, мастер над кораблями, провозгласивший себя королём после смерти брата, женат на Селисе Флорент;
                    - Ширен Баратеон;

                  - Ренли Баратеон, лорд Штормового Предела, мастер над законами, провозгласивший себя королём после смерти Роберта и убитый колдовской тенью, женат на Маргери Тирелл.

      - Джоселин, жена Эйемона Таргариена и мать Рейенис Таргариен;

    - сир Боррис;
    - сир Гарон;
    - сир Роннал Баратеон;
    - сир Оррин, женатый на дочери архонта Тироша.

Баратеоны в сериале «Дом Дракона»
- лорд Аксель Баратеон, старший сын лорда Ориса и Аргеллы, лорд Штормового Предела, женат на Аланне Пенроз;
- лорд Серак — второй сын лорда Ориса и Аргеллы, лорд Штормового Предела, женат на Монике Веларион;
  - лорд Уильям, лорд Штормового Предела, женат на Мартине Маллендор;
    - Уильям;
    - Джон;
    - Мартин;
    - Мейс;
    - Орис;
    - Теодор;
    - Брайт;
    - Томмакс;
    - Лоракс;
    - Брюн;
    - Гуд;
    - Лекс;
    - Винейри;
    - Мириам;
    - 'Аргелла;

  - Реджинальд;
  - Стеффон;
  - Падраик;
  - Флинн Баратеон;
- Этелида Баратеон;
- Тереза;
- сир Микал, рыцарь Королевской гвардии;
- лорд Симеон, лорд Штормового Предела;
  - Лионель.

## Оценки
Bloomberg, опубликовавший рейтинг домов Вестероса по финансовому признаку, поставил Баратеонов на одну из нижних позиций, после Старков.